# Pharaphodius jodhpurensis
Pharaphodius jodhpurensis är en skalbaggsart som beskrevs av Rudolph Petrovitz 1958. Pharaphodius jodhpurensis ingår i släktet Pharaphodius och familjen Aphodiidae. Inga underarter finns listade i Catalogue of Life.